# Anostostomatidae
Anostostomatidae är en familj av insekter. Anostostomatidae ingår i överfamiljen Stenopelmatoidea, ordningen hopprätvingar, klassen egentliga insekter, fylumet leddjur och riket djur. Enligt Catalogue of Life omfattar familjen Anostostomatidae 205 arter. 

## Bildgalleri

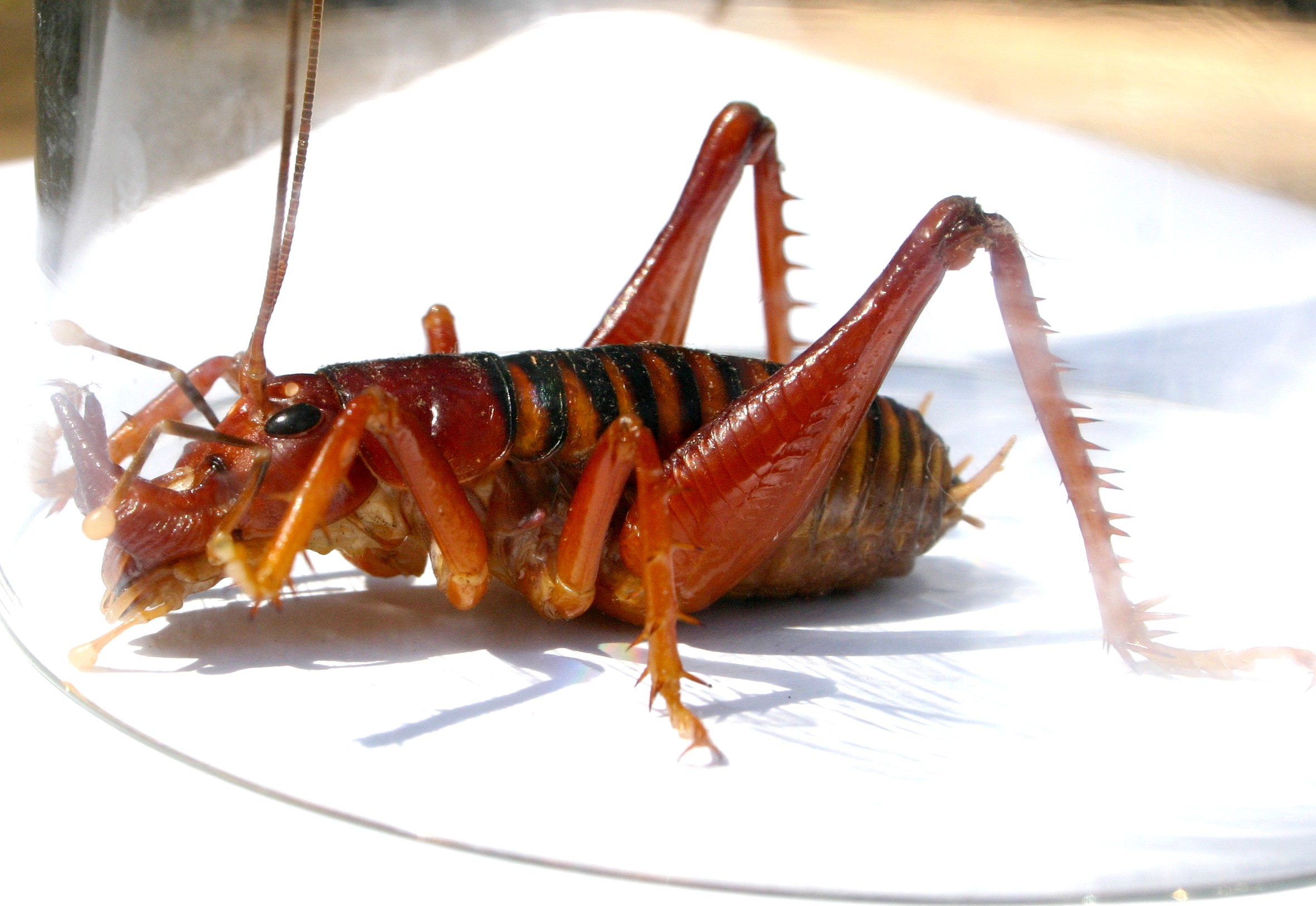
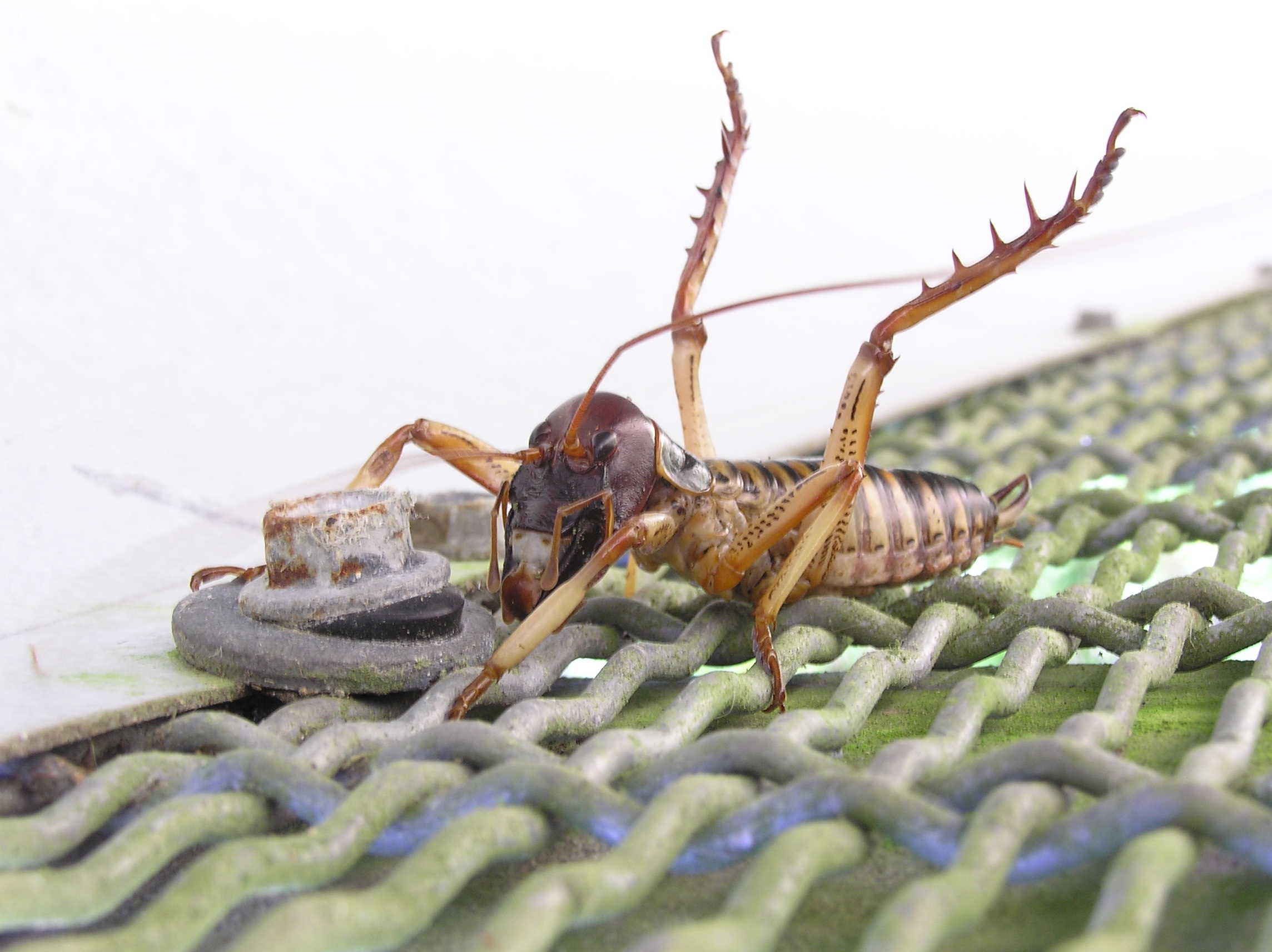
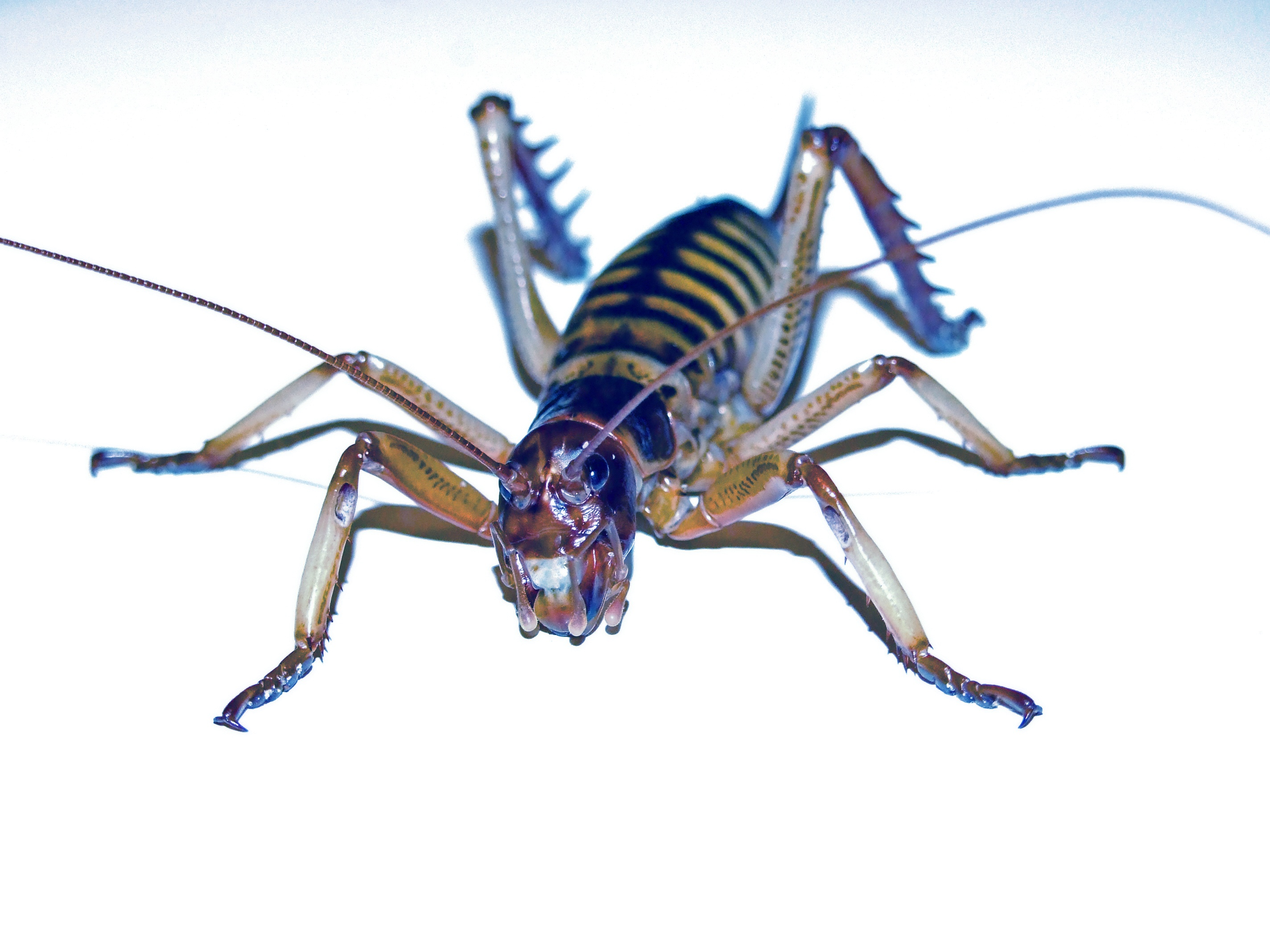
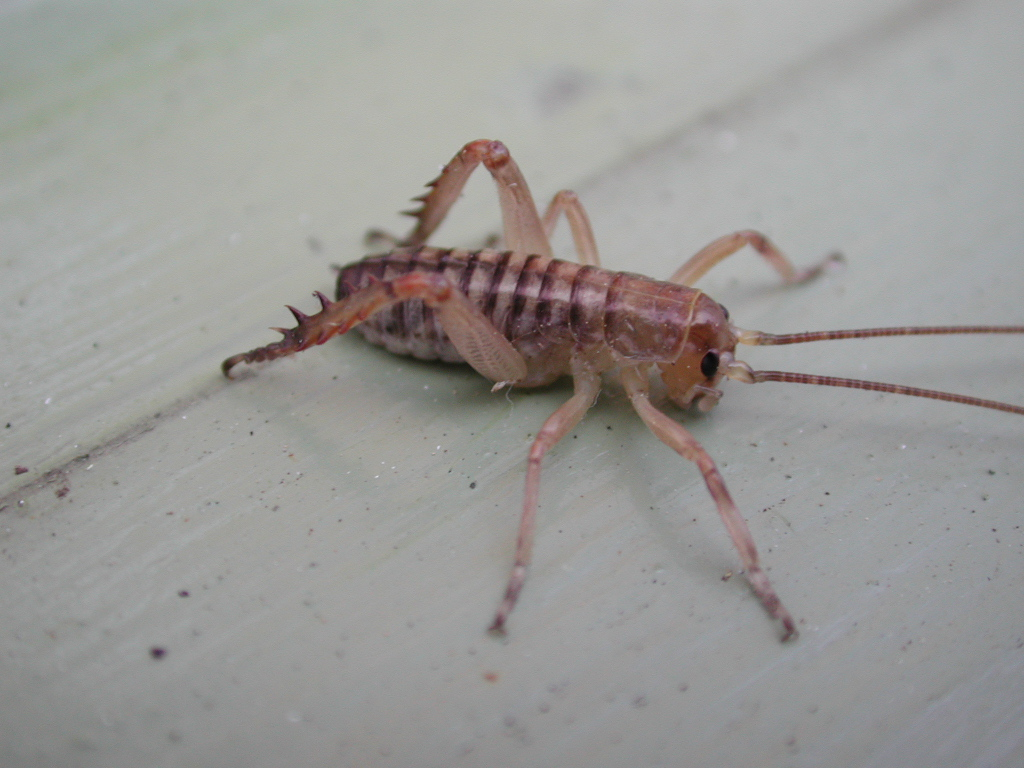

## Dottertaxa till Anostostomatidae, i alfabetisk ordning[1]
- Aistus
- Anabropsis
- Anisoura
- Anostostoma
- Apotetamenus
- Apteranabropsis
- Bochus
- Borborothis
- Brachyporus
- Carcinopsis
- Cnemotettix
- Coccinellomima
- Cratomelus
- Deinacrida
- Dolichochaeta
- Exogryllacris
- Glaphyrosoma
- Gryllacropsis
- Gryllotaurus
- Hemiandrus
- Hemideina
- Henicus
- Hydrolutos
- Hypocophoides
- Hypocophus
- Leiomelus
- Leponosandrus
- Libanasa
- Libanasidus
- Licodia
- Lutosa
- Motuweta
- Nasidius
- Neolutosa
- Onosandridus
- Onosandrus
- Papuaistus
- Paterdecolyus
- Penalva
- Spizaphilus
- Transaevum